# Heat (película de 1995)
Heat (distribuida como Fuego contra fuego en Hispanoamérica) es una película policíaca estadounidense de 1995, escrita, producida y dirigida por Michael Mann y protagonizada por Al Pacino, Robert De Niro y Val Kilmer. El exconvicto Neil McCauley (De Niro) es un astuto criminal que dirige una banda profesional de ladrones y asaltantes de bancos que planea un último golpe millonario para retirarse de la vida criminal. El teniente Vincent Hanna (Pacino) de la división de robos y homicidios del Departamento de Policía de Los Ángeles se interpone en el camino de Neil y su próximo atraco. Hanna y Neil se encuentran en los lados opuestos de la ley y ambos representan un peligro mayor al que se hayan enfrentado jamás.
Mann escribió el guion original de Heat en 1979, basándose en la persecución al criminal Neil McCauley por parte del oficial de policía de Chicago Chuck Adamson, que da nombre al personaje de De Niro. El guion se utilizó por primera vez para un piloto de televisión desarrollado por Mann, que se convirtió en la película de televisión de L.A. Takedown (1989) después de que el piloto no recibió un pedido de serie. En 1994, Mann revisó el guion para convertirlo en un largometraje, coproduciendo el proyecto con Art Linson. La película marca la primera aparición en pantalla de Pacino y De Niro juntos después de un período de aclamadas actuaciones de ambos. Debido a su estimada reputación, la promoción se centró en su participación.
Heat se estrenó por Warner Bros. Pictures el 15 de diciembre de 1995, con éxito comercial y de crítica. Recaudó 67 millones de dólares en los Estados Unidos y 187 millones en total, con un presupuesto de sesenta millones, al tiempo que recibió elogios por la dirección y el guion de Mann, las secuencias de acción, el sonido y las actuaciones de Pacino y De Niro. Aunque no recibió ninguna nominación a premios importantes, Heat es considerada una de las películas más influyentes de su género y ha inspirado muchas otras producciones.
En 2022, Mann publicó la novela Heat 2 y anunció que será adaptada al cine.

## Trama
Neil McCauley es un ladrón profesional que vive en Los Ángeles. Junto a su equipo: su mano derecha Chris Shiherlis, los matones Michael Cheritto y Trejo y el recién llegado Waingro, roban 1,6 millones de dólares en bonos al portador de un vehículo blindado, que iban destinados a un hombre de negocios quien lava dinero de drogas en bancos en paraísos fiscales. Durante el atraco, Waingro mata impulsivamente a un guardia. Un segundo guardia es asesinado a tiros cuando intenta sacar su arma. Como resultado, McCauley ordena eliminar al último guardia para no dejar testigos. 
McCauley está furioso con Waingro por la masacre innecesaria, no respetar el plan y, culpándolo de todo, el grupo se prepara para matarlo, pero la ejecución es interrumpida por un vehículo policial que pasa de casualidad, y Waingro logra escapar. El robo es investigado por el teniente de robo-homicidio del LAPD Vincent Hanna y su equipo. Hanna, un hombre dedicado casi por completo al cumplimiento de la ley, tiene una relación disfuncional con su tercera esposa, Justine, y lucha por conectarse con su hijastra, Lauren, una chica inestable. McCauley, que desconfía de tener cosas en la vida que «no puedes dejar atrás en treinta segundos», comienza una relación con Eady, una joven diseñadora gráfica que conoce en una biblioteca.
A raíz del robo, un contacto de McCauley, Nate, sugiere que venda los bonos robados a su dueño original, el blanqueador de dinero Roger Van Zant, quien podría beneficiarse reclamando el seguro de los bonos por el robo al camión blindado y quedarse además con los bonos. Van Zant acepta rápidamente, pero a puerta cerrada es llevado por su soberbia y lo que considera una falta de respeto, e instruye a sus hombres para tender una emboscada a McCauley en la reunión para recibir el dinero en el parqueadero de un autocine durante el día. McCauley y sus hombres, sospechando una trampa, se preparan para recibirlos por si algo sale mal, les hacen una emboscada y matan a los sicarios, disparando desde posiciones lejanas que rodean a los dos vehículos, escapan con vida y McCauley llama por teléfono jurando matar a Van Zant. 
Un informante del LAPD conecta a Cheritto con el robo del carro blindado, por su apodo mencionado en el robo y el equipo de Hanna comienza a monitorearlo, conduciéndolos al resto del grupo y su próximo objetivo, un depósito de metales preciosos. El equipo de Hanna vigila el depósito, pero cuando un oficial descuidado hace un ruido dentro de un camión utilizado como estación de comando de la policía, McCauley sospecha al ver esos camiones frente a ellos, hace que sus hombres abandonen el trabajo y se retiran sin robar nada. Hanna los deja ir al no tener la evidencia del robo para poder seguir reuniendo pruebas, en lugar de arrestarlos por un cargo menor de allanamiento de morada; su equipo también comienza a investigar por separado a Waingro después de que asesina a una prostituta en un motel y la evidencia forense lo conecta con otros asesinatos, por ser un asesino sicópata.
A pesar del aumento de la vigilancia policial, porque saben que los están siguiendo, el grupo de McCauley acepta un último robo a un banco por un valor de 12,2 millones de dólares. McCauley lleva a cabo una contra vigilancia a Hanna y su equipo, y descubre la identidad, el historial de servicio de Hanna e inclusive la identidad de Justine, al simular una reunión en los patios de un puerto, que les permite fotografiarlos desde lejos y sobre las grúas. Hanna rastrea a McCauley y lo detiene en la autopista 105, antes de invitarlo a tomar un café. Hablan de su compromiso con sus respectivos trabajos y las limitaciones de su vida personal; Hanna habla de su matrimonio fallido y McCauley le confiesa que está igualmente aislado. 
Aunque admiten su respeto mutuo, ambos reconocen que se matarán el uno al otro si es necesario, porque los dos se vigilan entre ellos. Cuando Hanna regresa a su oficina, se entera de que McCauley y su equipo han pasado por alto la vigilancia, logran escapar y desaparecer en la ciudad. Waingro, sabiendo que McCauley también lo está persiguiendo, hace un trato con Van Zant para ayudar a eliminar a los hombres de McCauley. Trejo abandona el robo al banco a último momento, alegando que la policía de Los Ángeles lo está siguiendo demasiado de cerca. McCauley recluta a un viejo colega, Don Breedan, para que tome el lugar de Trejo como conductor, y la banda sigue adelante con el atraco al banco.
Actuando sobre un aviso a último momento del guardaespaldas de Van Zant, Hugh Benny, el LAPD intercepta a los asaltantes cuando salen del banco, lo que resulta en un tiroteo masivo en el que Breedan y muchos oficiales, incluido un detective del equipo de Hanna, mueren. McCauley logra escapar con Shiherlis herido. Cheritto intenta huir a pie tomando a un niño como rehén, pero Hanna lo intercepta y lo mata de un disparo a la cabeza. Después de dejar a Shiherlis con Nate, McCauley llega a la casa de Trejo y lo encuentra herido de muerte y a su esposa asesinada.
Trejo revela que Waingro y Van Zant dieron el aviso a la policía antes de pedirle a McCauley que lo mate por piedad. McCauley enfurecido irrumpe en la mansión de Van Zant y lo mata. Al enterarse de la conexión de McCauley con Waingro, para matarlos contratado ahora como sicario y descubrir que Waingro se esconde en un hotel, la unidad de Hanna decide usarlo como cebo para atraer a McCauley. Mientras McCauley se prepara para huir del país, su novia Eady descubre su identidad criminal, pero finalmente acepta ir con él. Antes de escapar, Shiherlis intenta reconciliarse con su exesposa Charlene, quien ha sido obligada por el Departamento de Policía de Los Ángeles a colaborar con ellos, atraer a su esposo y así arrestarlo, so pena de enviarla a ella a la cárcel y a su pequeño hijo Dominic a una casa de acogida a riesgo que se vuelva también un criminal a futuro. Cuando pasa por el motel desde su automóvil, intercambian miradas y ella le advierte con un gesto para que él logre escapar.
Hanna encuentra a Lauren inconsciente en la bañera después de un intento de suicidio y la lleva al hospital. Él y Justine se consuelan y se reconcilian después de enterarse de que Lauren ha sobrevivido. Mientras tanto, McCauley conduce al aeropuerto con su novia Eady para huir a Nueva Zelanda, pero se entera de la ubicación de Waingro, el asesino en serie convertido en sicario y abandona su cautela habitual para buscar venganza. La policía de Los Ángeles se entera de la llegada de McCauley al hotel de Waingro. A pesar de darse cuenta de la presencia policial, McCauley los evita, irrumpe en la habitación de Waingro y lo mata. Antes de que pueda regresar con Eady y escapar, Hanna lo ve y McCauley huye corriendo. Pero Hanna persigue a McCauley hasta la pista del Aeropuerto Internacional de Los Ángeles, donde McCauley intenta engañarlo, tender una emboscada a Hanna y escapar del país, posiblemente con otra identidad falsa. Hanna ve su sombra en el último segundo, se da la vuelta y le dispara tres veces en el pecho. McCauley, agonizando, le recuerda al detective que no volvería a prisión. Hanna toma la mano del criminal mientras este fallece.

## Reparto
- Al Pacino - Teniente Vincent Hanna
- Robert De Niro - Neil McCauley
- Val Kilmer - Chris Shiherlis
- Jon Voight - Nate
- Tom Sizemore - Michael Cheritto
- Diane Venora - Justine Hanna
- Amy Brenneman - Eady
- Ashley Judd - Charlene Shiherlis
- Mykelti Williamson - Sergeant Drucker
- Wes Studi - Detective Sammy Casals
- Ted Levine - Detective Mike Bosko
- Dennis Haysbert - Donald Breedan
- William Fichtner - Roger Van Zant
- Natalie Portman - Lauren Gustafson
- Tom Noonan - Kelso
- Kevin Gage - Waingro
- Hank Azaria - Alan Marciano
- Danny Trejo - Gilbert Trejo
- Henry Rollins - Hugh Benny
- Jerry Trimble - Danny Schwartz
- Tone Lōc - Richard Torena
- Jeremy Piven - Dr. Bob
- Xander Berkeley - Ralph
- Susan Traylor - Elaine Cheritto

## Antecedentes

### Inspiración
Heat está basada en la historia real de Neil McCauley, un criminal y ex prisionero de Alcatraz que fue rastreado por el detective Chuck Adamson en 1964. En 1961 McCauley fue transferido desde Alcatraz a McNeil, como se menciona en el filme. Cuando se lo liberó, en 1962, comenzó inmediatamente a planear nuevos atracos. Junto a Michael Parille y William Pinkerton, utilizó cortadores de pernos y taladros para robar una empresa de fabricación de brocas de diamante, una escena que se iba a reproducir en el filme. Alrededor de esa época, el detective Chuck Adamson, en quien se basa gran parte del personaje de Al Pacino, comenzó a vigilar al grupo de McCauley, sabiendo que había vuelto a la actividad. Ambos incluso se reunieron a tomar un café, como se muestra en la película. Los diálogos del guion se basaron en la conversación que tuvieron McCauley y Adamson. La siguiente vez que se encontraron, se desató un tiroteo, del mismo modo que en el filme.
El 25 de marzo de 1964, McCauley e integrantes de su banda siguieron a un vehículo blindado que transportaba dinero hacia una tienda de comestibles de la cadena National Tea ubicada en el número 4720 de la S. Cicero Avenue, en Chicago. Una vez que se depositó el dinero, tres de los asaltantes ingresaron a la tienda. Amenazaron a los empleados y se llevaron 13 137 dólares (equivalente a 108 000 dólares en 2019) antes de que se alejaran en medio de una lluvia de disparos policiales.
McCauley y su banda no sabían que Adamson y otros ocho detectives habían bloqueado todas las potenciales vías de escape y cuando doblaron por un callejón y vieron el bloqueo, se dieron cuenta de que estaban atrapados. Los cuatro ladrones salieron del vehículo y comenzaron a disparar. Dos de ellos, Russell Bredon (Breaden) y Parille, fueron abatidos, mientras que un tercero Miklos Polesti (en quien en parte se basa el personaje de Val Kilmer), logró escapar. McCauley fue muerto a tiros en el jardín de una casa cercana. Tenía cincuenta años y era el principal sospechoso de varios robos. Polesti fue atrapado algunos días después y enviado a prisión. Se sabe que hacia el año 2011 Polesti todavía estaba vivo.
Adamson tuvo una exitosa carrera como productor de cine y televisión, y falleció en 2008 a los 71 años de edad. La película Enemigos públicos (2009) de Michael Mann declaró en sus créditos finales: «En memoria de Chuck Adamson». Como inspiración adicional para el personaje de Hanna, en una entrevista de 1995, Mann citó a un hombre anónimo que trabajaba internacionalmente contra los cárteles de la droga. Además, el personaje de Nate, interpretado por Jon Voight, se basa en el ex criminal de carrera convertido en escritor Edward Bunker, quien se desempeñó como consultor de Mann en la película.

### Serie de televisión cancelada
En 1979 Mann escribió un borrador de 180 páginas de Heat. Lo reescribió después de hacer Thief en 1981 esperando encontrar un director y volvió a mencionar el proyecto en 1983 en una entrevista promocional de The Keep. A finales de la década de 1980, le propuso la realización de la película al director Walter Hill, pero este no aceptó. Tras el éxito de Miami Vice y Crime Story, Mann planeaba producir una nueva serie de televisión policial para NBC. Transformó el guion de Heat en un episodio piloto de 90 minutos de una serie sobre la división de robos y homicidios del Departamento de Policía de Los Ángeles, con Scott Plank como Hanna y Alex McArthur en el papel de Neil McCauley, renombrado Patrick McLaren. El piloto se filmó en solo diecinueve días, algo atípico para Mann. El guion fue acortado a casi un tercio de su extensión original, omitiendo varias subtramas que iban a ser incluidas en Heat. La cadena no estaba conforme con Plank como protagonista y le solicitó a Mann que seleccionara a otro actor para el papel, a lo que el director se negó. La serie fue cancelada y el piloto se transmitió el 27 de agosto de 1989 como un telefilme titulado L.A. Takedown, más tarde editado en VHS y DVD.

## Producción

### Preproducción
En abril de 1994, se informó que Mann había abandonado su idea de filmar una película biográfica sobre James Dean para dirigir Heat en su lugar, con Art Linson como productor. El filme se promocionó como la primera aparición en pantalla de Al Pacino y Robert De Niro juntos —ambos actores habían actuado en la segunda parte de El padrino, pero sin compartir escenas—. Pacino y De Niro fueron la primera opción de Mann para los papeles de Hanna y McCauley, respectivamente, y ambos aceptaron participar de inmediato. Si alguno de los dos decidía no participar, se consideró a Nick Nolte y a Jeff Bridges para ocupar sendos roles. De Niro fue el primer miembro del reparto que obtuvo el guion y se lo mostró a Pacino, que también quiso participar. De Niro percibió Heat como «una historia muy buena, con una atmósfera particular, realismo y autenticidad». Xander Berkeley, que había interpretado a Waingro en L.A. Takedown, fue seleccionado para un breve papel en Heat. En 2016 Pacino reveló que su personaje está bajo la influencia de la cocaína durante todo el filme. Keanu Reeves fue la primera opción para el papel de Chris Shiherlis, pero por falta de espacio en la agenda de Reeves, fue reemplazado por Val Kilmer. También se consideró a Kris Kristofferson para el papel de Nate y brevemente a Jean-Claude Van Damme para el papel de Michael Cheritto. Michael Madsen fue la primera opción para interpretar a Michael Cheritto, pero fue remplazado por Tom Sizemore.
El director designó a Janice Polley, anterior colaboradora en The Last of the Mohicans, como encargada de la locación. La búsqueda de locaciones duro desde agosto hasta diciembre de 1994. Mann solicitó locaciones que no hubiesen sido utilizadas antes en el cine y Polley logró colmar sus exigencias —menos de diez de las 85 locaciones seleccionadas habían sido usadas previamente—. Las escenas filmadas en el Aeropuerto Internacional de Los Ángeles resultaron ser las más desafiantes, estando a punto de ser canceladas debido a una amenaza al aeropuerto de parte de Theodore Kaczynski, el «Unabomber». Para aportarle mayor realismo a la larga escena del asalto, se contrató a Andy McNab, un ex sargento de las fuerzas especiales del Servicio Aéreo Especial, como consultor e instructor de armas. McNab diseñó un plan de entrenamiento de tres meses para los actores usando munición real antes de disparar salvas en las escenas y los preparó para el asalto al banco. Como preparación adicional, Mann llevó a los actores que interpretarían a la banda de McCauley —Kilmer, Sizemore y De Niro— a la Prisión Estatal de Folsom para entrevistar criminales. Por su parte, Ashley Judd se reunió con varias amas de casa ex prostitutas.
La escena del atraco al banco, la persecución y el tiroteo en plena ciudad de Los Ángeles entre policías y ladrones, fue considerada, según las palabras del USA Today como "la escena de acción más impactante de los últimos años". Los delincuentes implicados en el famoso tiroteo de North Hollywood declararon haberse inspirado en esa escena para cometer el asalto.

### Filmación
El rodaje duró 107 días. Mann decidió no usar estudios de sonido y todas las escenas se filmaron en locaciones.

## Recepción

### Taquilla
Heat se estrenó el 15 de diciembre de 1995 y debutó en el número 3 en la taquilla estadounidense, recaudando 8,4 millones de dólares en 1325 cines, por detrás de Jumanji y Toy Story. Recaudó un total de 67,4 millones en Estados Unidos y 120 millones en el resto del mundo. Heat terminó en el número 25 de las películas más taquilleras de 1995.

### Crítica
En el agregador de reseñas Rotten Tomatoes la película tiene un 87 % de aprobación basado en 83 críticas. En consenso del sitio indica: «Aunque Al Pacino y Robert De Niro comparten un puñado de minutos juntos en pantalla, Heat es un drama criminal fascinante que produce actuaciones convincentes de sus estrellas y confirma la maestría de Michael Mann en ese género». En Metacritic el filme alcanzó un puntaje de 76 sobre 100, siendo catalogado como de «reseñas generalmente favorables». CinemaScore le dio un puntaje de «A-» en una escala de A+ a F.
El crítico Roger Ebert le dio un puntaje de 3,5 sobre 4 y describió el guion de Mann como «extraordinariamente alfabetizado», con una visión psicológica de la relación simbiótica entre la policía y los delincuentes, y la intimidad fracturada entre los personajes masculinos y femeninos: «No es solo una película de acción. Sobre todo, el diálogo es lo suficientemente complejo como para permitir que los personajes digan lo que están pensando: Son elocuentes, perspicaces, imaginativos, poéticos cuando es necesario. No están atrapados por clichés. De los muchos encarcelamientos posibles en nuestro mundo, uno de los peores debe ser tener dificultades para expresarse, no poder decirle a otra persona lo que realmente sientes». Simon Cote de The Austin Chronicle se refirió al filme como «uno de los thrillers criminales más inteligentes que llega en años» y dijo que las escenas de Pacino y De Niro juntos fueron «conmovedoras y apasionantes».
Kenneth Turan de The Los Angeles Times calificó la película como un «trabajo elegante y logrado, meticulosamente controlado y completamente envolvente». Todd McCarthy de Variety escribió: «Realizado de forma sensacional e incisivamente actuado por un gran y magnífico elenco, el ambicioso estudio de Michael Mann sobre la relatividad del bien y del mal, se distingue de otras películas de su tipo en virtud de sus caracterizaciones extraordinariamente ricas y su enfoque reflexivo y profundamente melancólico de la vida moderna».
Heat formó parte de la lista de filmes incluidos en el libro 1001 películas que hay que ver antes de morir. Fue clasificada con el número 38 en la lista de las mejores 500 películas de todos los tiempos publicada por la revista Empire. Rolling Stone incluyó a Heat en el puesto 28 en su lista de «Las 100 mejores películas de los 90», y The Guardian en el puesto 22 en su lista de «Las mejores películas sobre crímenes de todos los tiempos», mientras que otras publicaciones han notado su influencia en numerosas películas posteriores.

## Impacto
Varias de las escenas del filme fueron citadas por los medios de comunicación por su similitud con robos de la vida real. Por ejemplo, robos en Sudáfrica, Colombia, Dinamarca, Noruega y el famoso tiroteo de North Hollywood en 1997, cuando Larry Phillips, Jr. y Emil Mătăsăreanu asaltaron una sucursal del Bank of America y, del mismo modo que en el filme, fueron enfrentados por el Departamento de Policía de Los Ángeles mientras salían del banco. Este tiroteo se considera uno de los más largos y sangrientos en la historia de la policía estadounidense. Ambos asaltantes murieron y siete policías y siete civiles fueron heridos durante el tiroteo. Los medios que cubrieron el incidente hicieron referencia a Heat en repetidas ocasiones.
Para la película The Dark Knight, el director Christopher Nolan se inspiró en Heat para su interpretación de Gotham City «para contar una historia muy grande de una ciudad o la historia de una ciudad». En 2016, un año después del vigésimo aniversario de Heat, Nolan moderó una entrevista a Michael Mann y a los actores.
Heat sirvió de inspiración al videojuego Grand Theft Auto V y a su secuela, en particular en la misión «Blitz Play», donde los asaltantes bloquean y luego derriban un vehículo blindado para robarlo.

## Formato casero
Heat se editó en VHS en junio de 1996. Debido a su duración, el filme tuvo que ser lanzado en dos video-casetes. En 1999 se editó en DVD. Una edición especial de dos DVD se lanzó en 2005 y contenía un audio con comentarios de Michael Mann, escenas eliminadas y numerosos documentales sobre la producción del filme. Esta edición contiene la versión original proyectada en los cines.
El primer disco Blu-ray se editó el 10 de noviembre de 2009 y se trató de una versión en alta definición. Los extras de esta edición incluyeron un audio con comentarios de Mann, un documental de una hora sobre la realización del filme y diez minutos de escenas eliminadas. Además de supervisar la transferencia de la cinta al formato en alta definición y aprobar su estética, Mann modificó el corte de dos escenas.
El Director's Definitive Edition Blu-Ray se editó el 9 de mayo de 2017 a través de 20th Century Fox Home Entertainment, que había obtenido los derechos de distribución del filme de parte de Regency en 2015. Esta edición remasterizada de dos discos contiene todos los extras de la edición en Blu-ray de 2009 y además dos entrevistas a Mann de 2015 y 2016, una de ellas moderada por Christopher Nolan.

## Heat 2: precuela y secuela
En noviembre de 2021, Michael Mann anunció que en el verano de 2022 publicaría, en forma de novela, una precuela y secuela de Heat. El 19 de enero de 2022, Mann compartió un tráiler en Twitter y reveló la fecha de lanzamiento de Heat 2. Descrita como una novela cinematográfica, el libro explora la época en que Neil McCauley estaba en la cárcel, los primeros años de Vincent Hanna en la policía de Chicago antes de mudarse a Los Ángeles, así como su primer matrimonio. El 2 de marzo de 2022, Mann reveló en Twitter que la novela empieza con el personaje de Chris Shiherlis herido intentando huir desesperadamente de Los Ángeles. La historia también habla de la infancia de Chris Shiherlis. Esta primera novela de Mann salió el 9 de agosto de 2022. El 20 de julio de 2022, Mann anunció que la novela será adaptada al cine. En marzo de 2023, se dio a conocer que Al Pacino estaba en negociaciones para unirse a Heat 2. También se informó que Austin Butler podría ser seleccionado para interpretar a Chris Shiherlis en su juventud y que Mann tenía intenciones de contar con Adam Driver para el papel de Vincent Hanna.